# Freiwillige Marinedivision Ost
Freiwillige Marinedivision Ost (niem., dosłownie "Ochotnicza dywizja marynarki – wschód") – powstała w styczniu 1919 r. niemiecka paramilitarna formacja ochotnicza działająca na rubieżach Bydgoszczy. Zbrojnie przeciwstawiała się odłączeniu tych terenów od Republiki Weimarskiej.

## Działalność
Dywizja została założona przez porucznika marynarki Hansa Parsenowa i wchodziła w skład Grenzschutz-Bataillon III. Celem formacji, była walka z powstańcami wielkopolskimi.

## Ważniejsze potyczki
- Nowa Wieś Wielka 15 stycznia 1919
- Łabiszyn 18 stycznia 1919
- Brzoza 20/21 stycznia 1919
- Kołaczkowo 1 lutego 1919
- Rynarzewo 1 lutego 1919